# Santo Domingo Xagacía
Santo Domingo Xagacía là một đô thị thuộc bang Oaxaca, México. Năm 2005, dân số của đô thị này là 928 người.